# Stjepan Grgac
Stjepan Grgac, hrvaški kolesar, * 17. september 1909, Novaki, † 15. december 1960, Sesvete.
Grgac je bil amaterski kolesar, ki je med letoma 1927 in 1939 tekmoval za klub Sokol Zagreb, ob tem se je izšolal za električarja iz zaposlil v bližnji elektrarni. Nastopil je na Dirki po Franciji leta 1936 kot del štiričlanske jugoslovanske reprezentance in na njej odstopil. Osvojil je drugi mesti na Dirki po Romuniji leta 1936 in Dirki po Jugoslaviji leta 1937 ter tretje mesto na dirki Dunaj-Gradec leta 1934. Na jugoslovanskem državnem prvenstvu v cestni dirki je zmagal v letih 1930, 1932, 1933 in 1939, ob tem je bil še drugi leta 1937 in tretji leta 1935. S štirimi zmagami je najuspešnejši kolesar v zgodovini jugoslovanskega državnega prvenstva, ob tem je šestkrat postal hrvaški državni prvak in sedemkrat prvak zagrebške podzveze. Od leta 1971 v njegov spomin poteka mednarodna kolesarska dirka Memorial Stjepana Grgaca v Ivanić–Gradu in okolici. Leta 2014 je Hrvoje Bučar o njem posnel dokumentarni film Zabilježen u zvijezdama - Stjepan Grgac.